# Mats Wikström (generaldirektör)
Per-Olov Mats Wikström, född 9 mars 1966, är en svensk civilekonom och ämbetsman. Han var generaldirektör för Ekonomistyrningsverket mellan 2010 och 2016.
Han var stabschef på Riksrevisionsverket 1995-1997, stabschef på Ekonomistyrningsverket 1998-2000 och ekonomidirektör på Försvarets materielverk 2000-2010. Han har även tjänstgjort på Finansdepartementet och Försvarsdepartementet.